# Биерини
Биерини (латыш. Bieriņi) — микрорайон Риги в Земгальском предместье, между Марупе, железнодорожной линией Рига-Елгава, и бывшими посёлками Петриньциемс, Озолциемс и Линде, присоединенными к Риге в 1924 году. Район граничит с микрорайонами Плескодале, Агенскалнс, Торнякалнс и Атгазене, а также с Марупским краем. 

## География
Рельеф местности преимущественно равнинный — от 10 до 11 метров над уровнем моря, с понижением до 7 метров в долине реки Марупите. Почвенные условия варьируются: в долинах встречаются торфяные отложения, менее пригодные для строительства, тогда как в других частях района — более стабильные условия.
Марупите — ключевой водоём района, протекает с юго-запада на северо-восток и играет важную роль в дренажной системе. Её притоки, в том числе Мелнупите, также формируют природный ландшафт. Несмотря на то, что официально зелёные зоны составляют лишь 5,7% территории, район визуально выглядит гораздо зеленее благодаря обилию частных садов и деревьев при индивидуальной застройке.
Почти 60% территории Биерини занимает жилая застройка — в основном частные дома. Вдоль крупных улиц, таких как Улманя гатве, располагаются зоны смешанного использования. Значительную часть территории также занимают дороги.

## История
Микрорайон Биерини, как и многие другие рижские районы, он получил своё название от когда-то существовавшей здесь одноимённой усадьбы. В состав города Биерини официально вошли в 1924 году — в ходе крупнейшего территориального расширения Риги. Однако отдельные участки бывших земель усадьбы, особенно те, что располагались ближе к центру, стали частью города уже ранее. В то же время значительная часть прежней усадебной территории по сей день остаётся за пределами рижской административной границы. Исторический центр Биерини находился в районе современной Марупской средней школы.
Сама усадьба Биерини (также известная как Лиепмуйжа) сформировалась на рубеже XVII–XVIII веков и долгое время принадлежала дворянскому роду фон Раутенфельдов. В 1870 году была построена новая летняя резиденция ближе к Риге, у слияния Марупите с одним из её притоков. В советское время здание усадьбы использовалось как жилой дом, а в постсоветский период частично возвращено наследникам владельцев.
До конца XIX века территория Биерини сохраняла преимущественно сельский облик: здесь преобладали хутора, огороженные фруктовыми садами, и деревянные дома. Градостроительное развитие началось сравнительно поздно — с формированием регулярной уличной сети и первых жилых кварталов в районе современной Улицы Ояра Вациеша. В XX веке, особенно в 1920–30-х годах, район постепенно застраивался в духе концепции «города-сада», однако сельскохозяйственный уклад сохранялся здесь вплоть до середины столетия.

## Современное состояние
Застройка в основном малоэтажная. В районе действуют ограничения на строительство.
Центром культурной жизни стал сад каменный скульптур Индулиса Ранки, который служит местом встреч и мероприятий. 